# Alastair Gillespie
Alastair William Gillespie (1er mai 1922 - 19 août 2018) est un homme politique et homme d’affaires canadien.

## Biographie
Gillespie est né à Victoria, en Colombie-Britannique. Il est le fils d'Errol Pilkington Gillespie et de Catherine Beatrice (Oliver) Gillespie.
Il a obtenu un baccalauréat en commerce de l'Université McGill en 1947 et une maîtrise ès arts de l'Université d'Oxford en tant que boursier Rhodes en 1949. Il a ensuite obtenu une maîtrise en commerce de l'Université de Toronto en 1958.
Gillespie a travaillé chez l'éditeur éducatif WJ Gage & Company de 1949 à 1970, commençant dans les opérations d'entrepôt et terminant comme directeur et vice-président.
Il a été élu à la Chambre des communes du Canada en tant que député libéral pour la circonscription d'Etobicoke, dans la région de Toronto, lors des élections de 1968. Il a été réélu aux élections de 1972 et 1974. Son district a été divisé par un redécoupage électoral en 1976, qui a pris effet lors des élections de 1979. Il s'est présenté en 1979, perdant face au candidat progressiste-conservateur Michael Wilson dans Etobicoke-Centre.
Gillespie a occupé divers postes ministériels au sein du gouvernement du premier ministre Pierre Elliot Trudeau, notamment: ministre de l'Industrie et du Commerce ; ministre de l'Énergie, des Mines et des Ressources ; ministre d'État aux Sciences et à la Technologie; et secrétaire parlementaire du président du Conseil du Trésor.
Après sa carrière politique, il a été dirigeant pour Carling O’Keefe Limited, la National Westminster Bank of Canada et le consortium Scotia Coal Synfuels. Par la suite il a été directeur et président de Creemore Springs Brewery de 1996 à 2005,.
Parmi ses contributions à la commuauté il a été directeur du Spinal Cord Centre à l'hôpital Lyndhurst de Toronto, directeur de l'École nationale de ballet et président de la Compagnie d'opéra canadienne.
En 1998, il a été nommé Officier de l’ Ordre du Canada.
Alastair Gillespie était marié à Diana Christie Gillespie (Clark, décédée en 2010) et a deux enfants, Ian Gillespie et Cynthia Webb. Il meut en août 2018 à l'âge de 96 ans.

## Archives
Il existe un fonds Alastair Gillespie à Bibliothèque et Archives Canada.